# Manaquí barbat colldaurat
El manaquí barbat colldaurat (Manacus vitellinus) és un ocell de la família dels píprids (Pipridae).

## Hàbitat i distribució
Habita el sotabosc de la selva pluvial, clars i densa vegetació secundària de les terres baixes de Panamà i nord-oest i nord de Colòmbia.